# Caresana
Caresana (Carsan-a in piemontese) è un comune italiano di 1 042 abitanti della provincia di Vercelli in Piemonte. Il paese è celebre (insieme ad Asigliano Vercellese dove si tiene la 2ª domenica di maggio) per la tradizionale e più vetusta "Corsa dei buoi" che qui viene fatta la domenica successiva al 23 aprile, festa patronale di San Giorgio.

## Origini del nome
Il nome di Caresana deriverebbe dal nome gentilizio Caresius e non, come vuole la tradizione, da Caricetum o Carectum, "luogo dove abbondano i carici", cioè i giunchi che qui erano molto diffusi.
Nei documenti antichi appaiono: Carexana-Carixiana, Carisiana con varianti Carrezana nel basso medioevo spesso confusa ed utilizzata per indicare Caresanablot.

## Storia
Nell'anno 882 la curtis Caresana (con Langosco) fu donata da Carlo il Grosso alla chiesa di Vercelli.
Nell'anno 987 il marchese Corrado d'Ivrea (figlio del re Berengario II d'Ivrea confermò la curtis con il castello di Caresana al capitolo vercellese di Sant'Eusebio. Caresana venne dedicata a San Matteo.
Nel X secolo Caresana era abitata da una corte e aveva un porto pluviale nel Sesia.
Le chiese dipendevano già dalla chiesa vercellese. L'edificazione di una cappella dedicata ai santi Simone e Giuda, fuori dal castrum (abitato) risale al 987. Nel 1113 il vescovo di Vercelli autorizzava la comunità di Caresana di sfruttare il bosco di Gazzo, ma nel 1117 ci fu un forte terremoto che produsse ingenti danni.
Nel 1136 l'abitato subì un riordino strutturale con la creazione di un burgum novum.
Nel XII secolo appare edificato il castello di Caresana all'interno del quale trovano posto (e protezione) numerose abitazioni. Già nei primi del 1200 il castello risultava in parte distrutto, fu costruita una torre (1230). Nel 1340 viene definito castellacium, castrum vetus. Questo castello fu inglobato e trasformato in ricetto (fortalicium) secondo documenti del 1417. I canonici vercellesi potevano usufruire delle strutture a patto di finanziare le spese per una torre, fossati ed una porta del ponte.

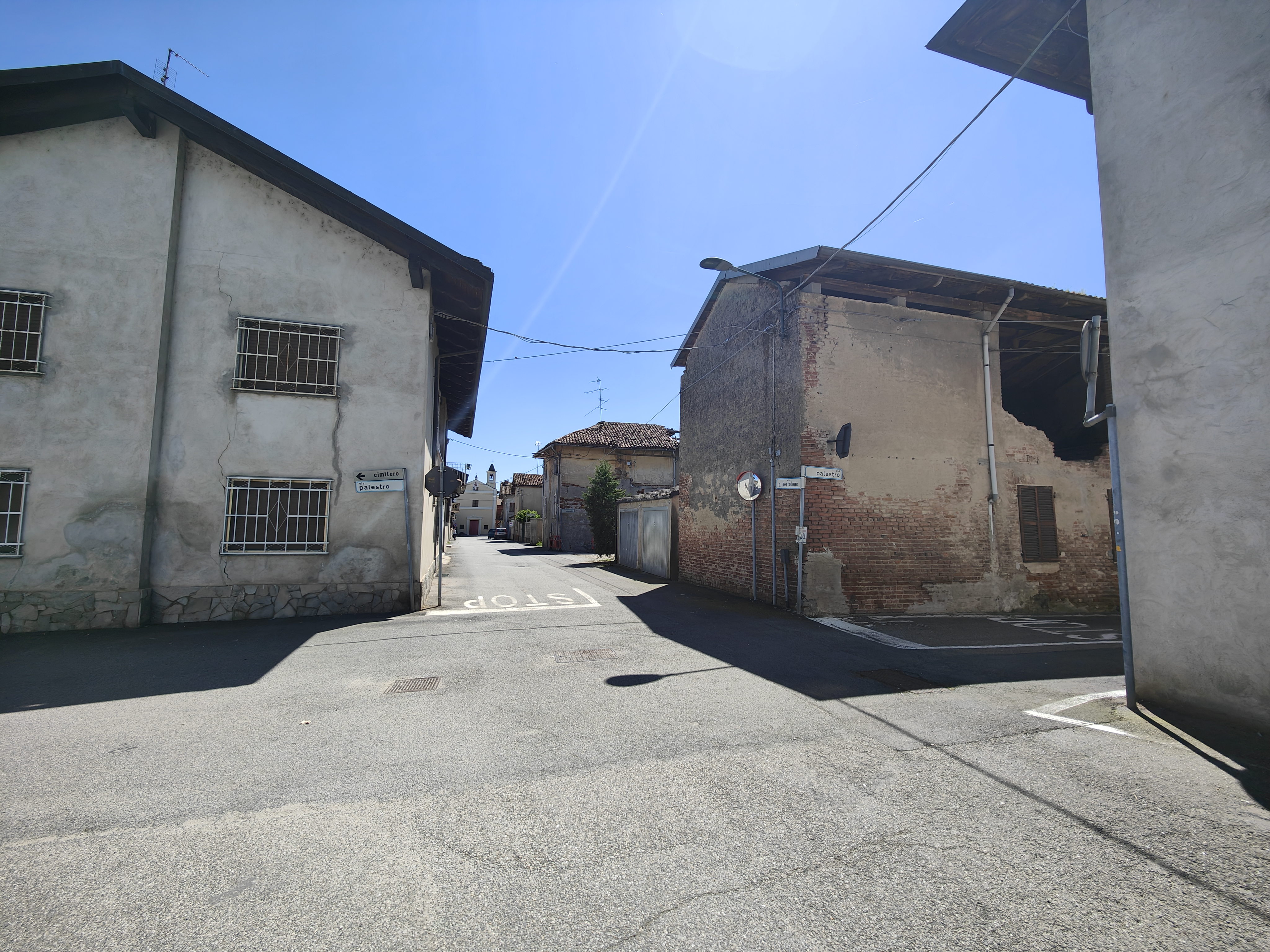
Tra via Bertolone e via Palestro e in fondo la chiesa di san Rocco: questa la zona dove sorgeva il castello di Caresana nel 1100-1200. Oggigiorno non rimane più nulla a motivo che nei secoli sono state edificate altre costruzioni. La chiesa, o meglio la struttura antecedente, era probabilmente l'edificio religioso del comprensorio

Nel 1255 Caresana ottenne lo stesso privilegio di Vercelli venendo nominata borgo franco in concorrenza con il capitolo della chiesa eusebiana.
Le divisioni territoriali avvennero negli anni 1228-1255 con la fondazione del villaggio di Gazzo, voluto dai canonici di Sant'Eusebio. Fu abbandonato nel 1330, a motivo che dal 1255 Caresana ricevette da Vercelli significativi aiuti per l'abbandono del vecchio villaggio e la costruzione di un burgum novum, probabilmente coincidente con l'attuale Caresana che presenta una pianta ortogonale.
Feudo della famiglia De Dionisiis (1256-1311-1329-1344) alla quale andavano versate ⅓ delle decime, causando spesso un clima ostile e sfavorevole a danno dei canonici avendo avanzato ulteriori pretese, iniziarono con l'abbattere una torre - secondo loro costruita sui loro domini - per costruire alcuni mulini.  
Nel 1348 avvenne il consolidamento della stirpe oramai feudataria del locum che fu pure coinvolta nelle liti con la comunità locale in un periodo che andava dal XIII secolo a (circa) il 1610.
Dopo il 1427 Caresana fu concessa ai Savoia fino a ché il sovrano
Carlo Emanuele affidò Caresana, prima, agli Avogadro, nel 1620 lo stesso sovrano concesse la metà del borgo a Giovanni Francesco Langosco conte di Stroppiana e l'altra metà a Francesco Salomone.
Nel 1637 il paese fu occupato dagli Spagnoli. 
Nel 1722 il feudo fu acquisito da Adalberto Daniele Guerra di Cherasco. Nel 1759 il nipote di quest'ultimo lo passò ai Massel di Pinerolo. Nel 1800 avvenne l'entrata in scena della famiglia vercellese dei Raspa.
Caresana, anche se sita ai confini del Marchesato del Monferrato e del contado di Pavia con i Visconti, non mutò mai territorialmente restando sempre legata a Vercelli. Anche se nei secoli si erano presentate milizie ed eserciti alle sue porte: come successe nel 1321 per via della città filo-viscontea arrivarono parte delle milizie guelfe.
Numerose le cascine che costellano le campagne attorno, la valorizzazione agricola del territorio iniziò col XII secolo. Furono i conti di Langosco a sviluppare l'agricoltura con allevamenti di ovini, bovini e suini. Nel 1614 vi fu il saccheggio dei tedeschi per ordine del Governatore di Milano per danneggiare il bellicoso sabaudo Carlo Emanuele I, il quale già  nel 1610 col Trattato di Bruzolo stipulò un'alleanza a vita con Enrico IV allo scopo di muovere guerra alla Spagna togliendo i loro possedimenti. La guerra avrebbe dovuto iniziare in Germania, Fiandre e Italia. A guerra finita il principe sabaudo avrebbe tenuto per sé la Lombardia (allora sotto dominio spagnolo). Tutto naufragò con la morte violenta del re Enrico IV, aprendo altre soluzioni.
Dai catasti del 1697 sono documentate le cascine attorno al borgo.
I catasti regolari saranno introdotti dal 1741 per le disposizioni dei Savoia.
Caresana in date diverse presentò problemi economici di indebitamento. Dal basso medioevo (1226 poi sino al 1663 e 1731) i debiti contratti non tanto per i saccheggi, gli incendi, i morti de bestiame et de homini (a causa di pestilenze e guerre passate), che avevano distrutto le case sino alle fondamenta e le persone ridotte a pochissimo numero - quanto  per le somme di debiti contratti dalla comunità.
Nel 1859 Caresana fu vessata dagli Austriaci, poi dalle truppe Sarde e Francesi.

### Simboli
La pianta di carice raffigurata nell'emblema civico fa riferimento all'ipotesi che da questa abbia avuto origine il nome del paese.

## Monumenti e luoghi d'interesse
Architetture religiose
- Chiesa parrocchiale di San Matteo

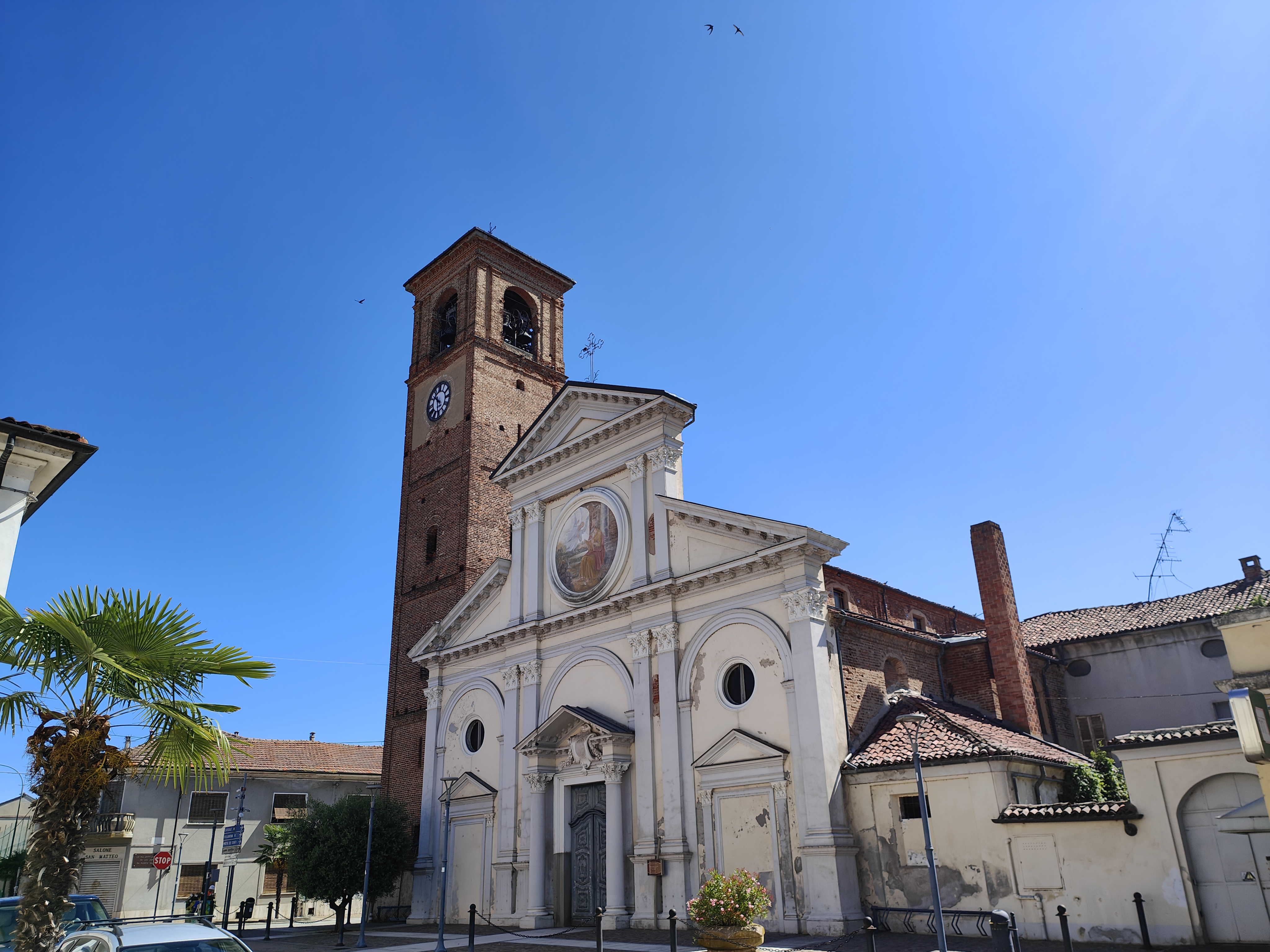
Chiesa parrocchiale di San Matteo. Il patrono, San Matteo, si festeggia l'ultima domenica di agosto.

Da documenti antichi risulta citata una antica chiesa pre-esistente risalente all'anno 987. Nel XVI secolo vi fu una totale ricostruzione che portò alla soppressione del vecchio stile gotico di influenza lombarda (un misto di romanico e gotico cistercense) di cui non restò più traccia.
Nel 1728 fu depositato nell'archivio comunale (come citato dallo storico locale  Virginio Bussi) una documentazione sui lavori. Nel 1743 vi fu il crollo di una parte della facciata a causa di avverse condizioni meteo, undici anni dopo (1754) fu abbattuto il vecchio campanile e ricostruito uno nuovo alto 36 metri, posto sul lato sinistro della chiesa presenta una  base quadrangolare con mattoni a vista scanditi da marcapiani e da piccole monofore.
Nel 1807 furono usati per gli altari dei marmi rossi. Il coro e la sacrestia risalgono al 1819. 
Il 1961 è l'anno in cui è stato effettuato l'ammodernamento della chiesa per le nuove e mutate esigenze che i nuovi tempi imponevano: pavimenti marmorei costituiti da fasce marmoree che corrono lungo il perimetro dell'edificio nei toni dell'ocra e del nero, la pavimentazione interna nel suo  complesso è caratterizzata dal materiale marmoreo intervallato dalla fascia di colore nero che corre lungo tutta la navata centrale. In quell'anno fu installato anche
il riscaldamento, l'illuminazione con nuovi impianti elettrici e l'impianto audio che rendeva inutile il vetusto pulpito.
Internamente la chiesa parrocchiale di San Matteo si presenta come un edificio a tre navate con abside semicircolare delimitate dalle colonne quadrangolari reggenti a loro volta le volte a crociera finemente decorate.
Esternamente la  fronte si articola su due livelli: il livello inferiore tripartito dalle semi colonne poste ai lati del portale maggiore. Il portale ligneo a sua volta risulta delimitato da due colonnine reggenti timpano e fregio. Le sezioni in corrispondenza con le due navate laterali sono caratterizzate da due finte entrate murate con motivo architettonico che riprende quello del portale d'accesso. Al di sopra, su entrambi i lati, sono visibili degli oculi di media grandezza. Il registro superiore è dato dalla prosecuzione della zona centrale verso l'alto con il grande affresco centrale racchiuso nella fascia cementizia raffigurante il santo cui è dedicata la chiesa: Matteo.
A termine della facciata vi è un timpano di piccole dimensioni.  
La copertura dei tetti è data da quattro spioventi con manto in coppi di laterizio posizionati su orditura lignea.
Architettonicamente è una
struttura verticale in muratura portante di mattoni pieni.

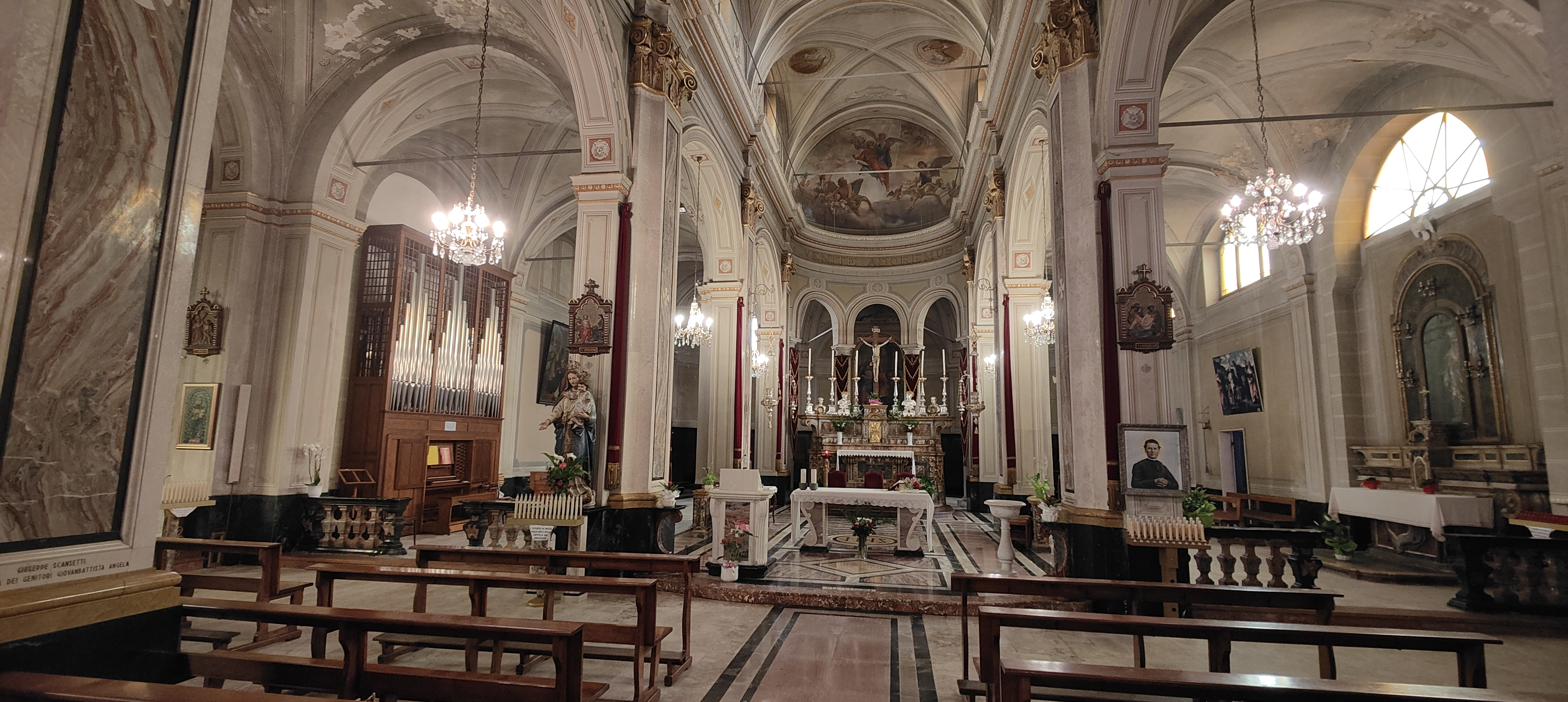
Chiesa di San Matteo, l'altare maggiore. A lato l'organo moderno che viene utilizzato per le funzioni

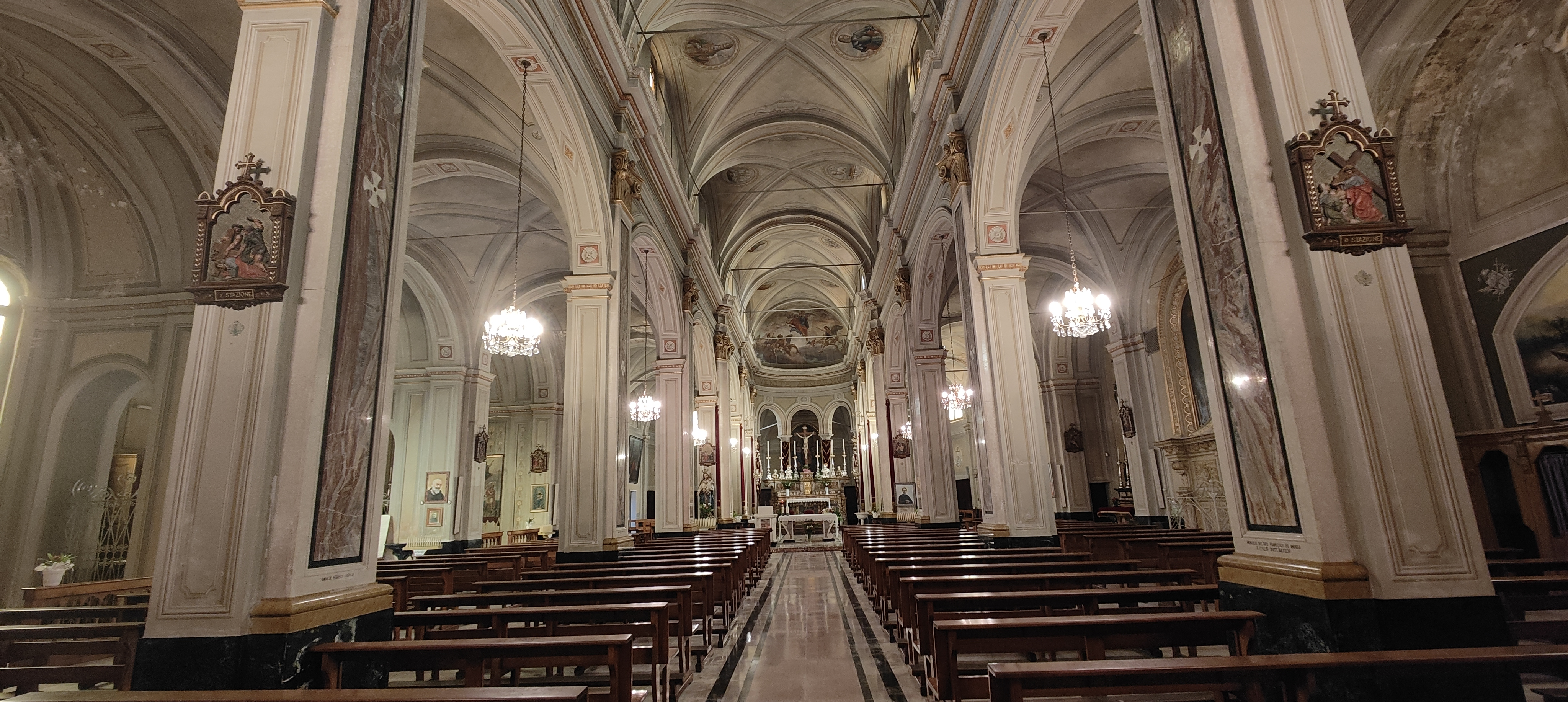
L'interno della chiesa mostra tre navate delimitate dalle colonne quadrangolari reggenti a loro volta le volte a crociera finemente decorate

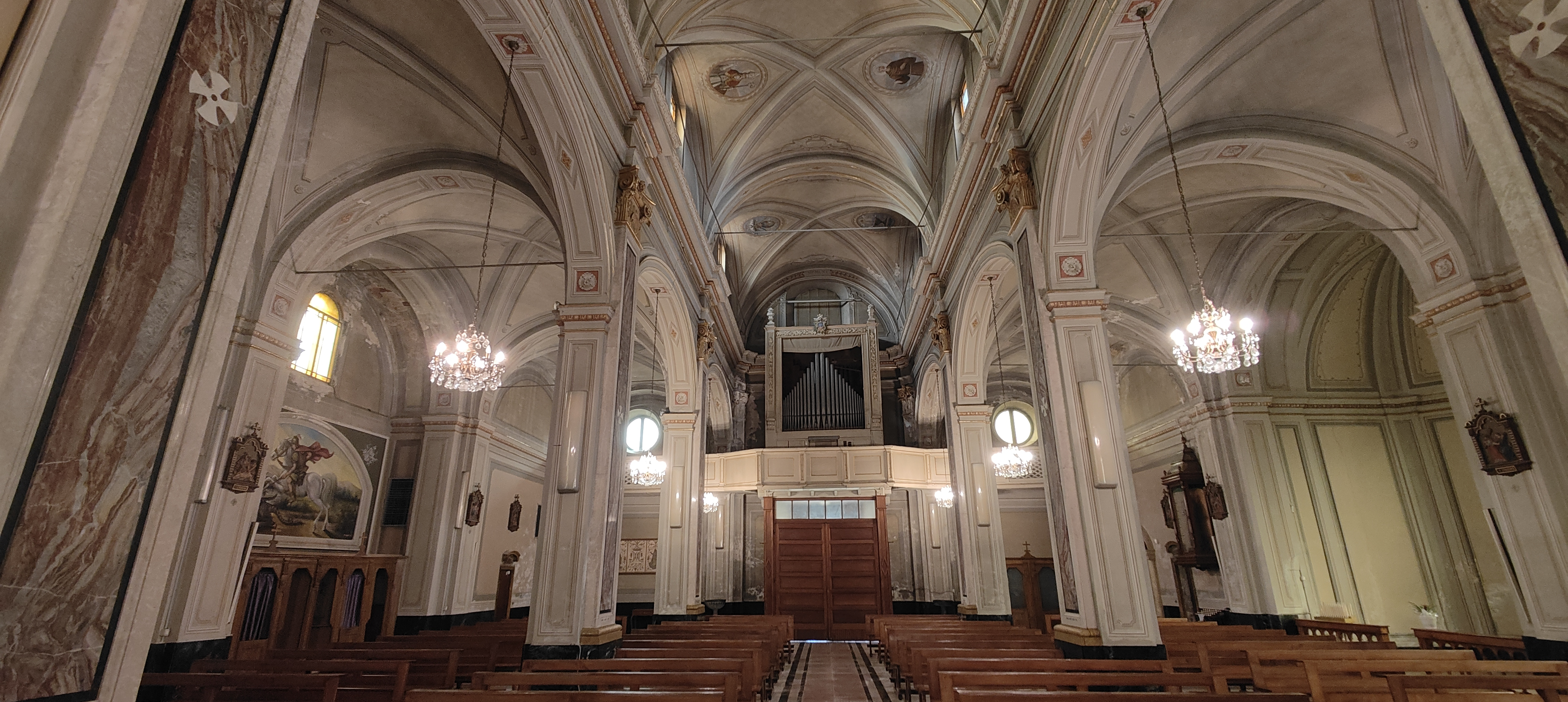
Chiesa di San Matteo con l'organo Amati sovrastante l'ingresso, restaurato nel 1960 da G. Marzi

- Chiesa di Santa Caterina d'Alessandria

Sede della confraternita omonima fu sede parrocchiale per un periodo quando la chiesa principale, San Matteo, fu danneggiata da avversità meteo nel 1743 e restituita ai fedeli nel 1755.
- Chiesa di Santa Maria Assunta

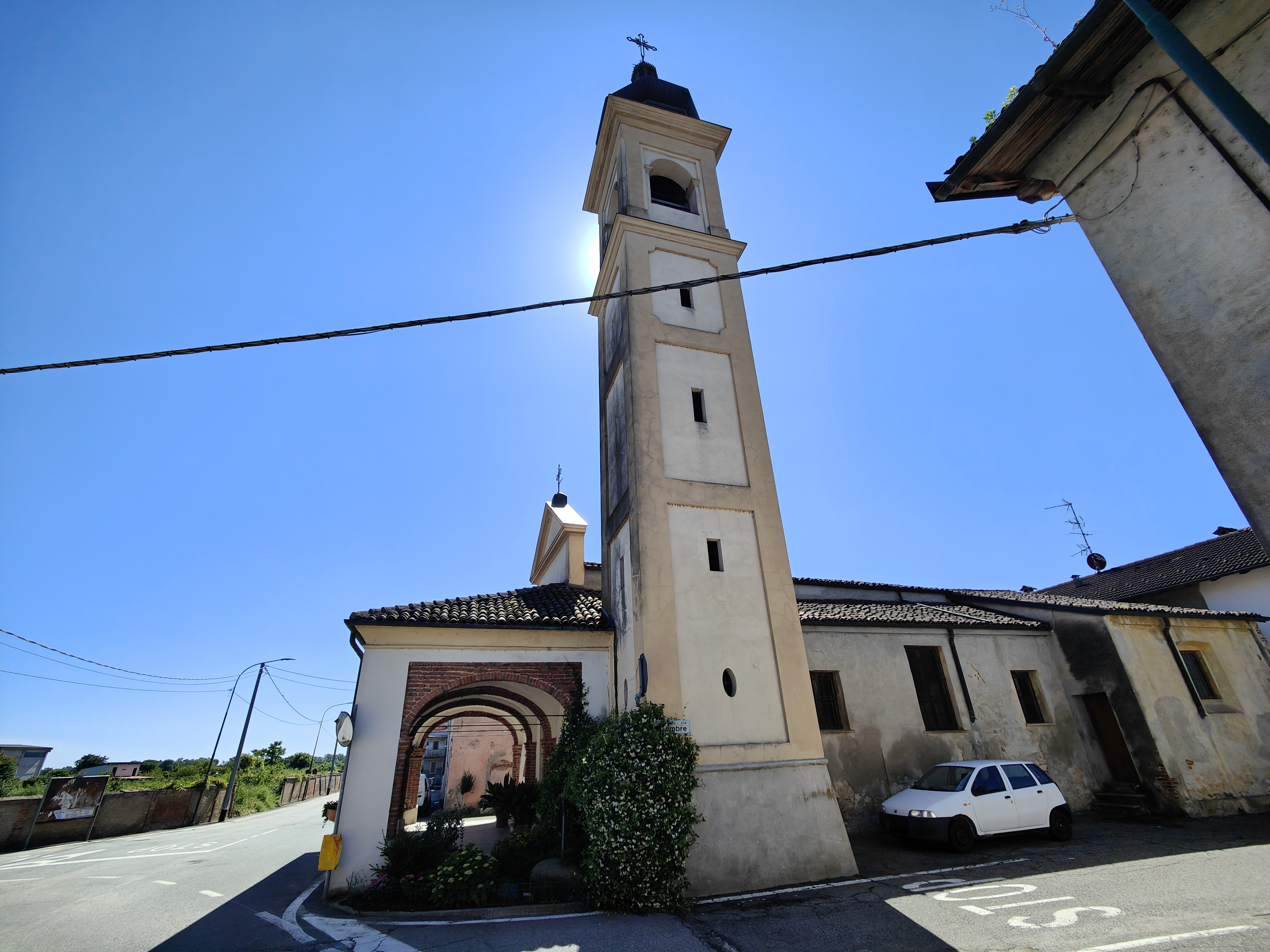
Particolare del campanile della chiesa di Santa Caterina d'Alessandria

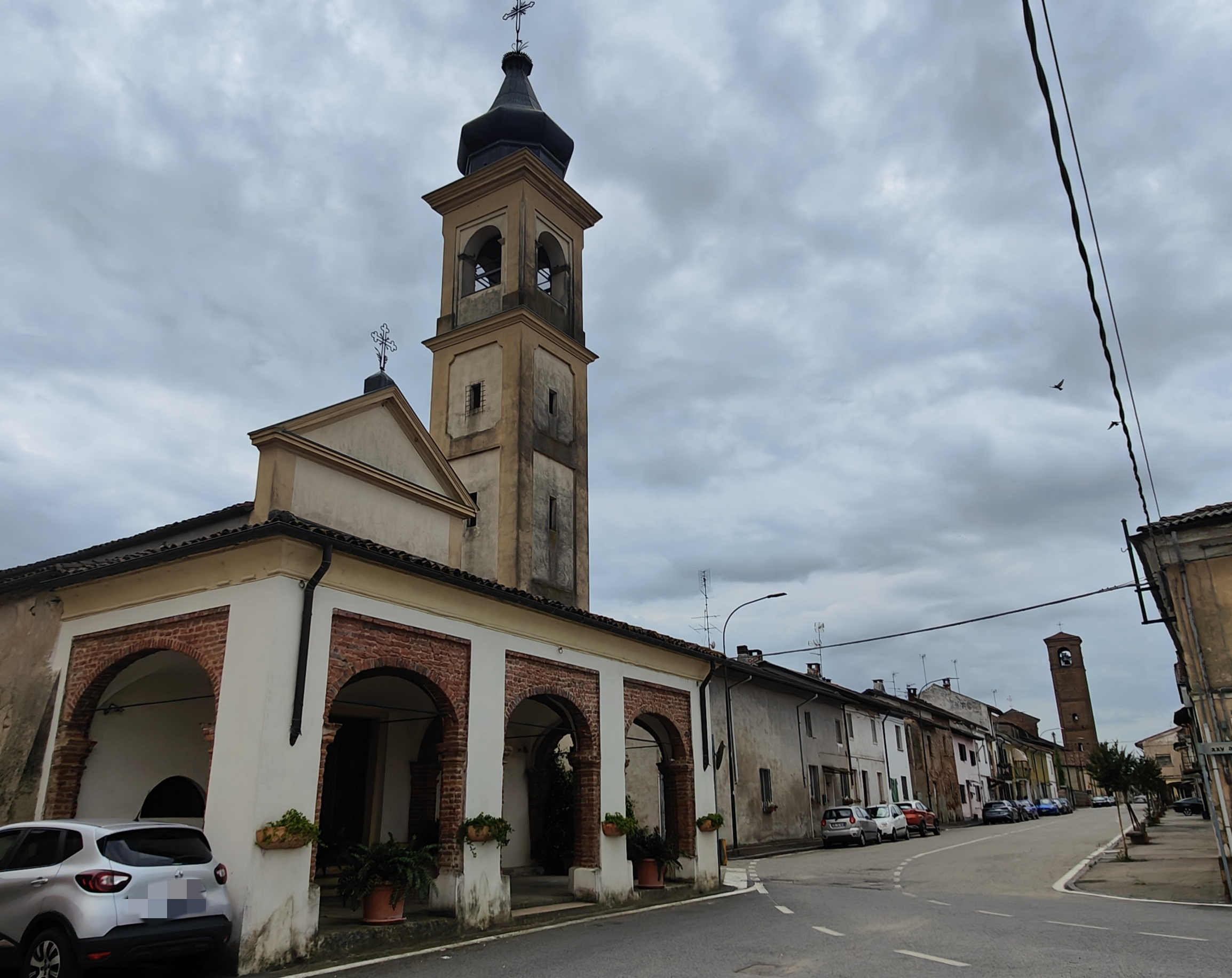
Vista del porticato coperto della chiesa di Santa Caterina d'Alessandria, in fondo la chiesa parrocchiale di San Matteo distante 197 metri

Situata sulla strada che porta al cimitero, menzionata la struttura primitiva nel 1024, ricostruita in forma neoclassica nel XIX secolo. 

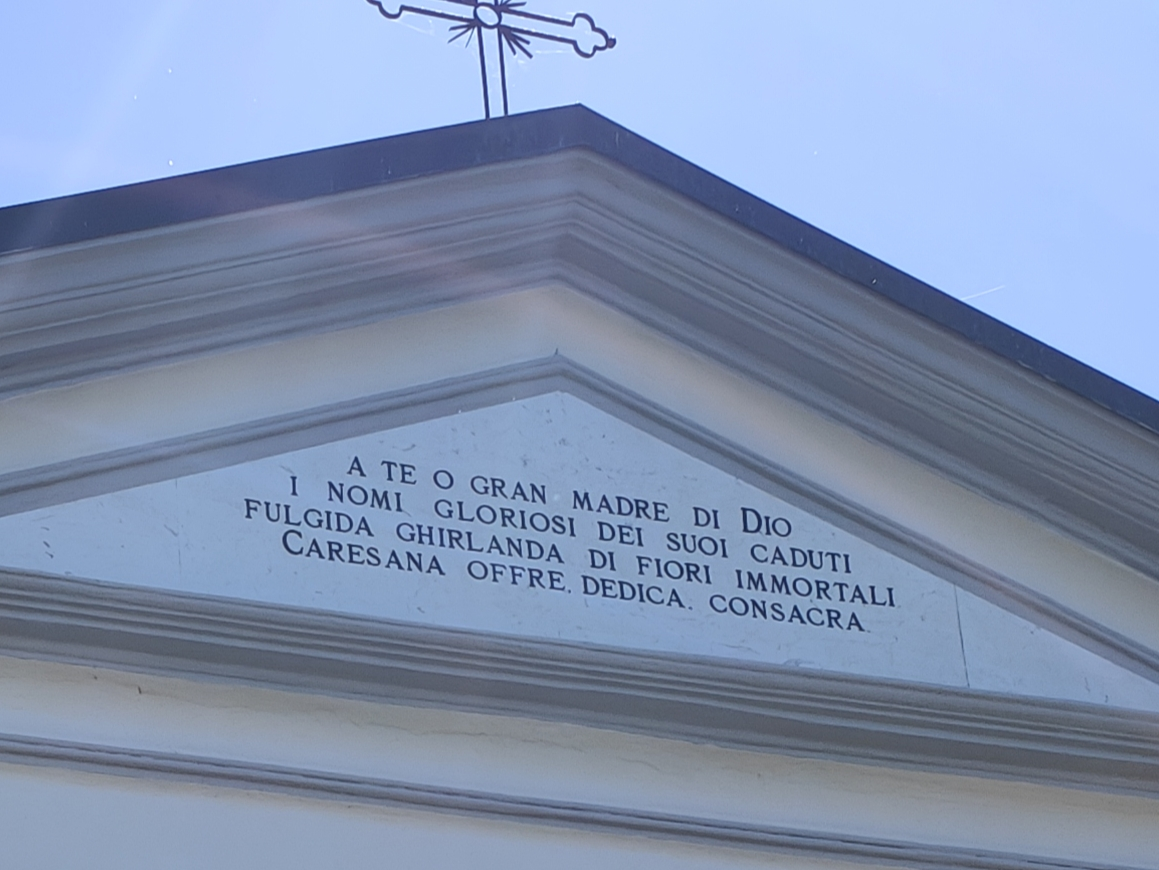
Chiesa di Santa Maria Assunta: la dedica alla Madonna scritta nel timpano

Presenta una scalinata che conduce al portico e sopra il frontone, nel timpano, l'iscrizione dedicata alla Madonna con, a lato, il campanile di media altezza. Vicino al Parco della Rimembranza.
- Chiesa di San Rocco

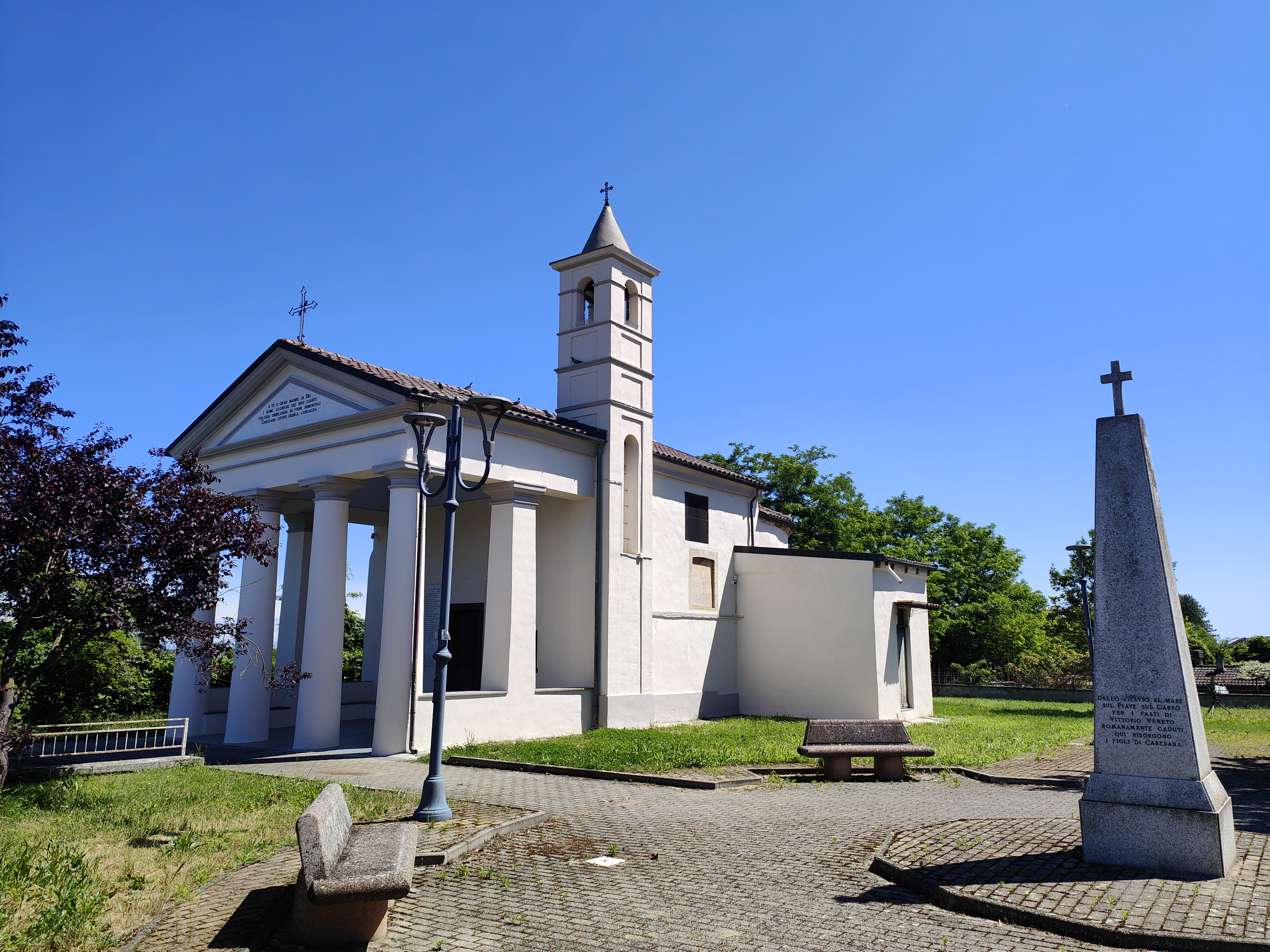
Chiesa di Santa Maria Assunta, verso il cimitero locale in via Palestro

Si trova in posizione centrale nel paese, sulla strada deviata fra via Canonico Bertolone e via Palestro che conduce al cimitero. Risalente al XVI secolo, passata al Comune, fu registrata nel catasto napoleonico e in un elenco risalente al 1910 di beni comunali.  Presenta una struttura semplice a capanna con campanile quadrangolare e sul frontone l'immagine del Santo a cui è dedicata la chiesa.
- Ex chiesa di Sant'Eusebio

- Chiesa di San Giorgio

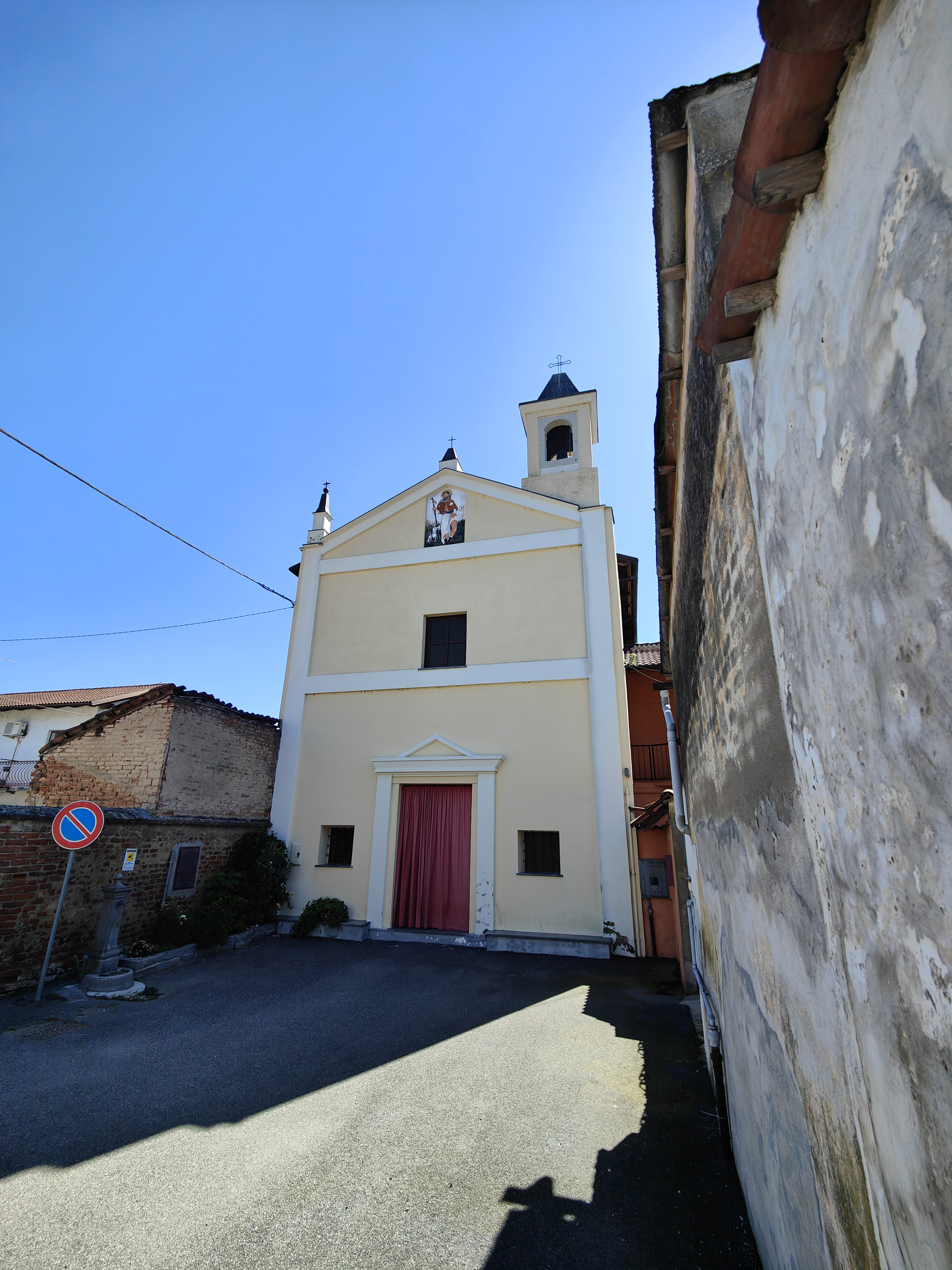
L'oratorio-chiesa di San Rocco posto nella zona dove sorgeva l'antico castello

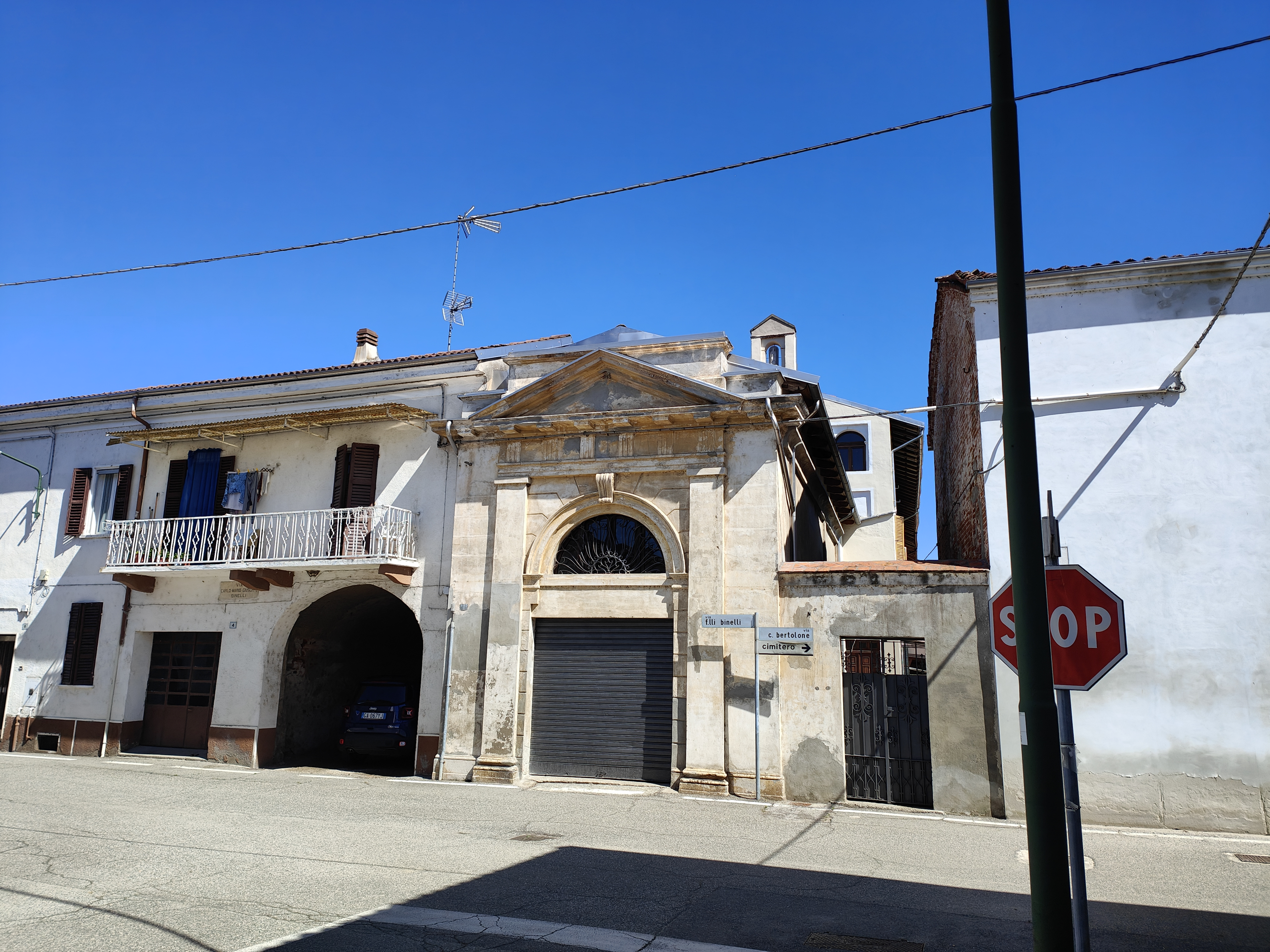
La chiesa sconsacrata di Sant'Eusebio alla fine di corso Roma fra via fratelli Bonelli e via Bertolone. La vecchia entrata è sostituita da un garage. È di proprietà privata

Forse è la più famosa per via della Corsa dei buoi che si svolge l'ultima domenica di aprile e per la posizione all'ingresso del paese. Ricordata in documenti del 1095 divenne verso il 1700 di proprietà comunale.
Architetture civili

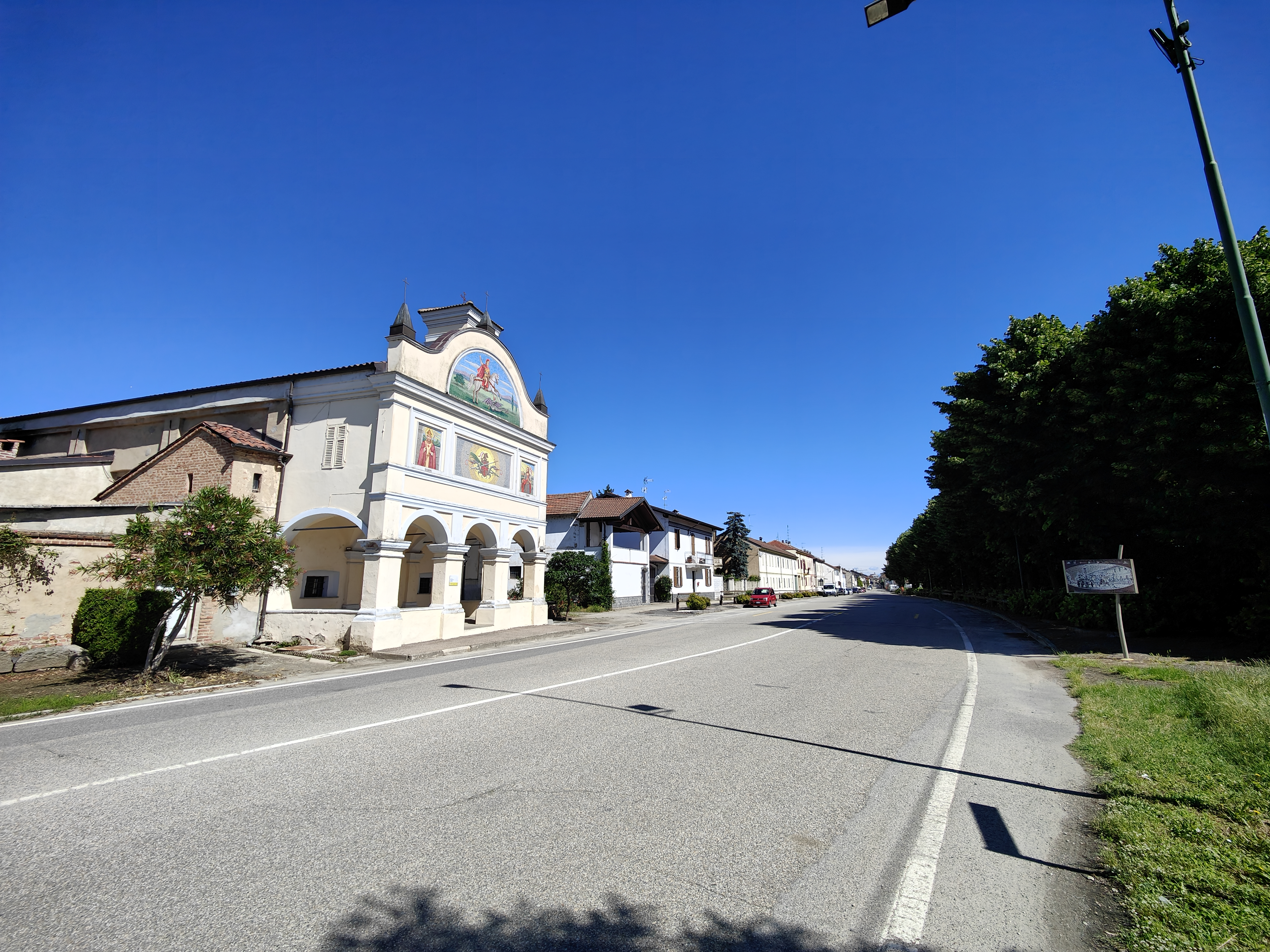
La chiesa di San Giorgio, come si presenta oggi, è risalente al XVIII secolo ed è il punto di partenza della famosa Corsa dei buoi

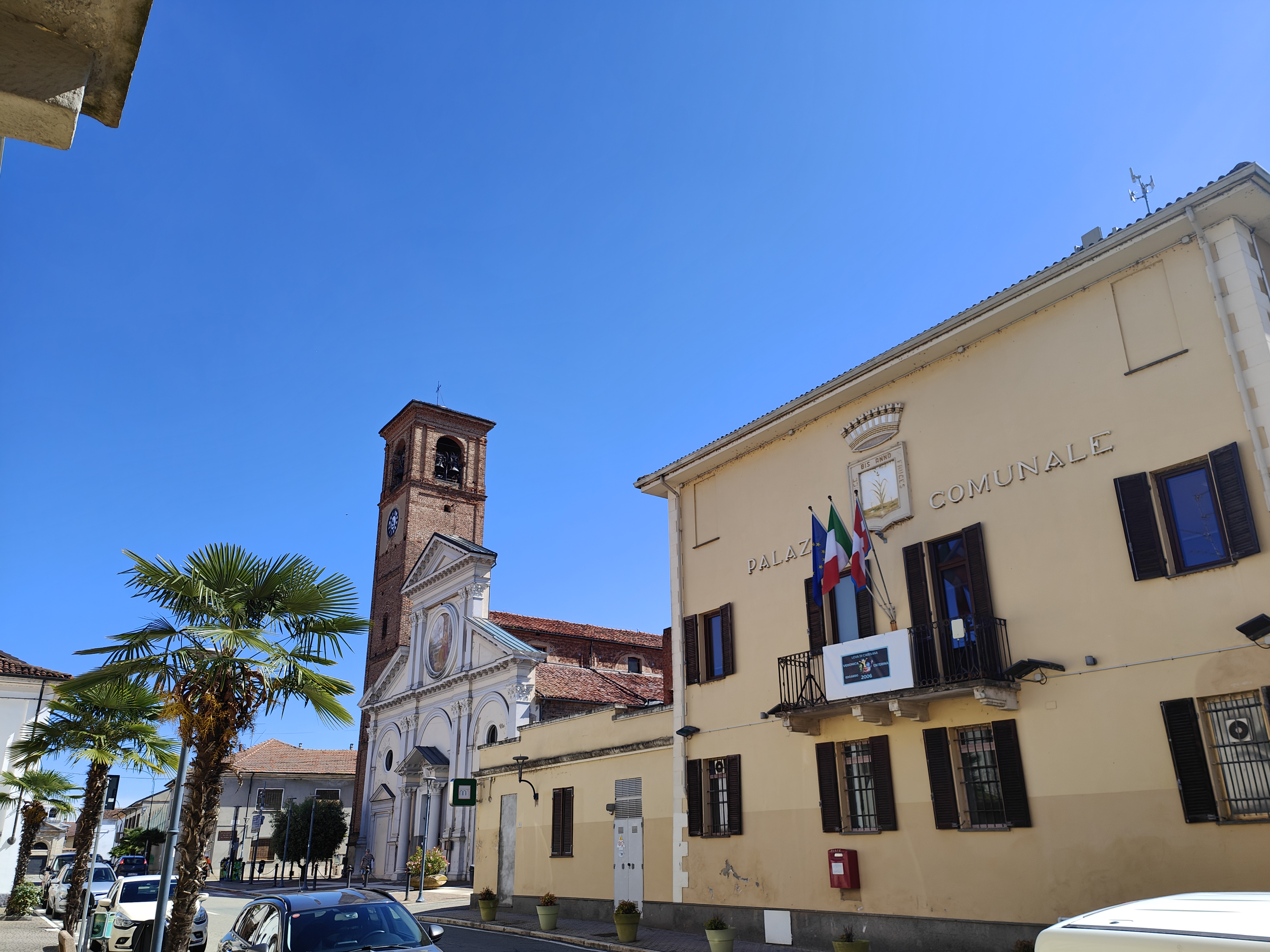
Il palazzo del Comune, accanto la chiesa parrocchiale di San Matteo. Dal 18 marzo 1861 faceva parte della provincia novarese per passare, dal 12 gennaio 1927, alla nuova provincia di Vercelli

- Monumento Allegoria del soldato per la patria

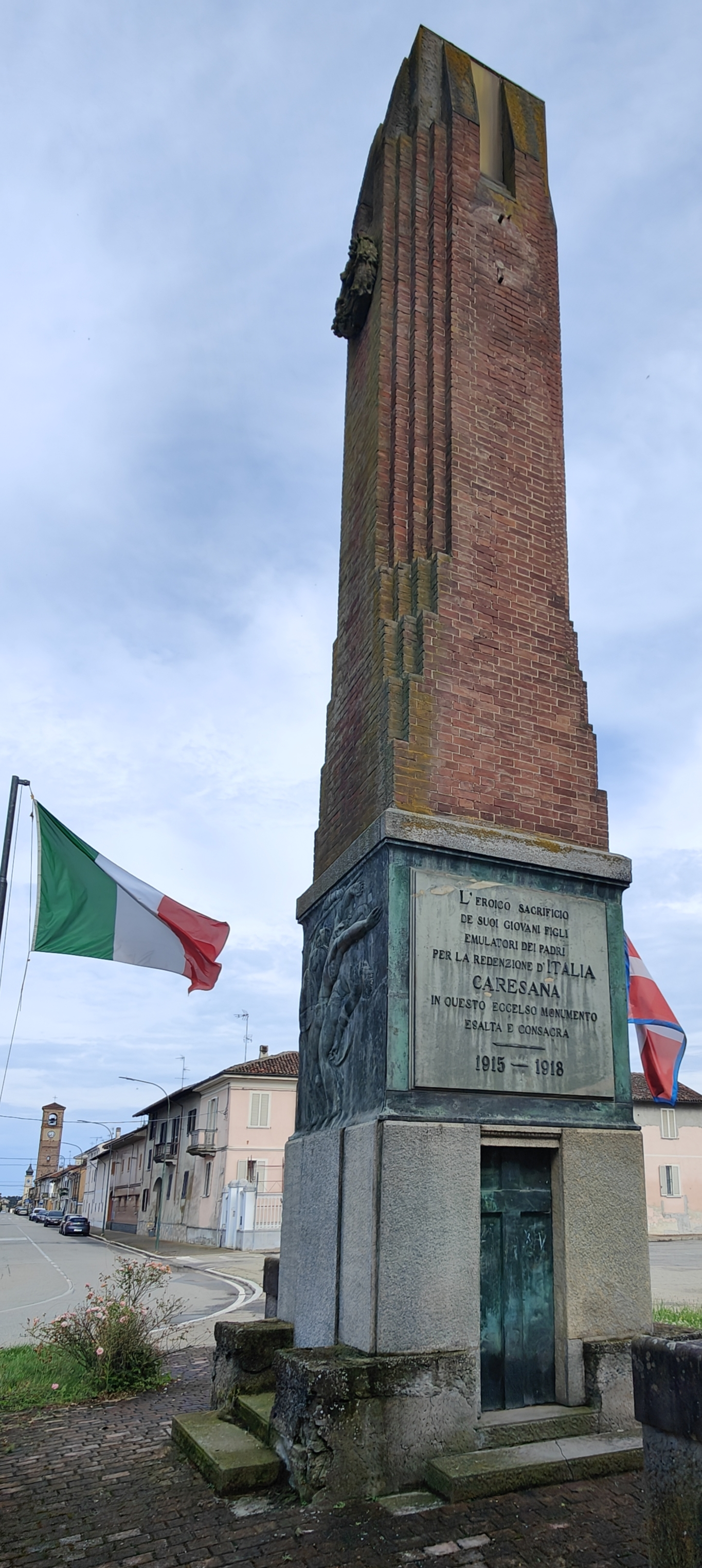
L'allegoria del sacrificio del soldato per la patria dello scultore genovese De Albertis. Sullo sfondo si nota il campanile parrocchiale di San Matteo Apostolo seguito da quello della chiesa dedicata a Santa Caterina d'Alessandria

In piazza Cesare Battisti, fronte le scuole Virginio Bussi, l'imponente obelisco (tutelato dalle Belle Arti) con sculture inaugurato il 13 maggio 1926 realizzato dallo scultore Edoardo De Albertis.

## Società

### Evoluzione demografica
In cento anni la popolazione residente è diminuita a meno di un terzo di quella presente nell'anno 1911.
Abitanti censiti

## Cultura

### Eventi
- La Corsa dei buoi di Caresana

Si svolge la domenica successiva al 23 aprile, San Giorgio.
- Rassegna di poesia dialettale Piero Mazzarella

Si svolge a maggio alle 17 nella chiesa di San Rocco, organizzata dal fotografo milanese Andrea Cherchi. È una rassegna di poesia dialettale dedicata all'attore milanese Mazzarella che ebbe i natali a Caresana. Altri personaggi nati a Caresana furono: Aloisio da Carcano, architetto che lavorò in Russia nel XV secolo. Su di lui non ci sono molti dati riguardo al luogo di nascita e all'anno esatto se non il nome da Caresana (fra gli altri con varianti) che gli viene attribuito. Sono nativi di Caresana il calciatore Alessandro Rampini e il ciclista Nino Sella.

## Economia
L'economia locale è basata sull'agricoltura che conserva un ruolo importante: oltre il riso che in tutte queste zone rappresenta la principale fonte di reddito, si producono cereali, frumento, ortaggi, foraggi e frutta; è praticato anche l'allevamento di bovini, suini, equini e avicoli. Non mancano piccole imprese che operano nei settori alimentare, tessile, metallurgico, edile, delle confezioni e della lavorazione del legno. Esiste una piccola rete commerciale appena sufficiente a soddisfare le basilari esigenze della popolazione e la presenza in paese di alcune filiali bancarie. Esiste, come struttura sociale, una casa di riposo e anche una farmacia. Vi sono bar con ristorazione ma manca un posto di soggiorno.

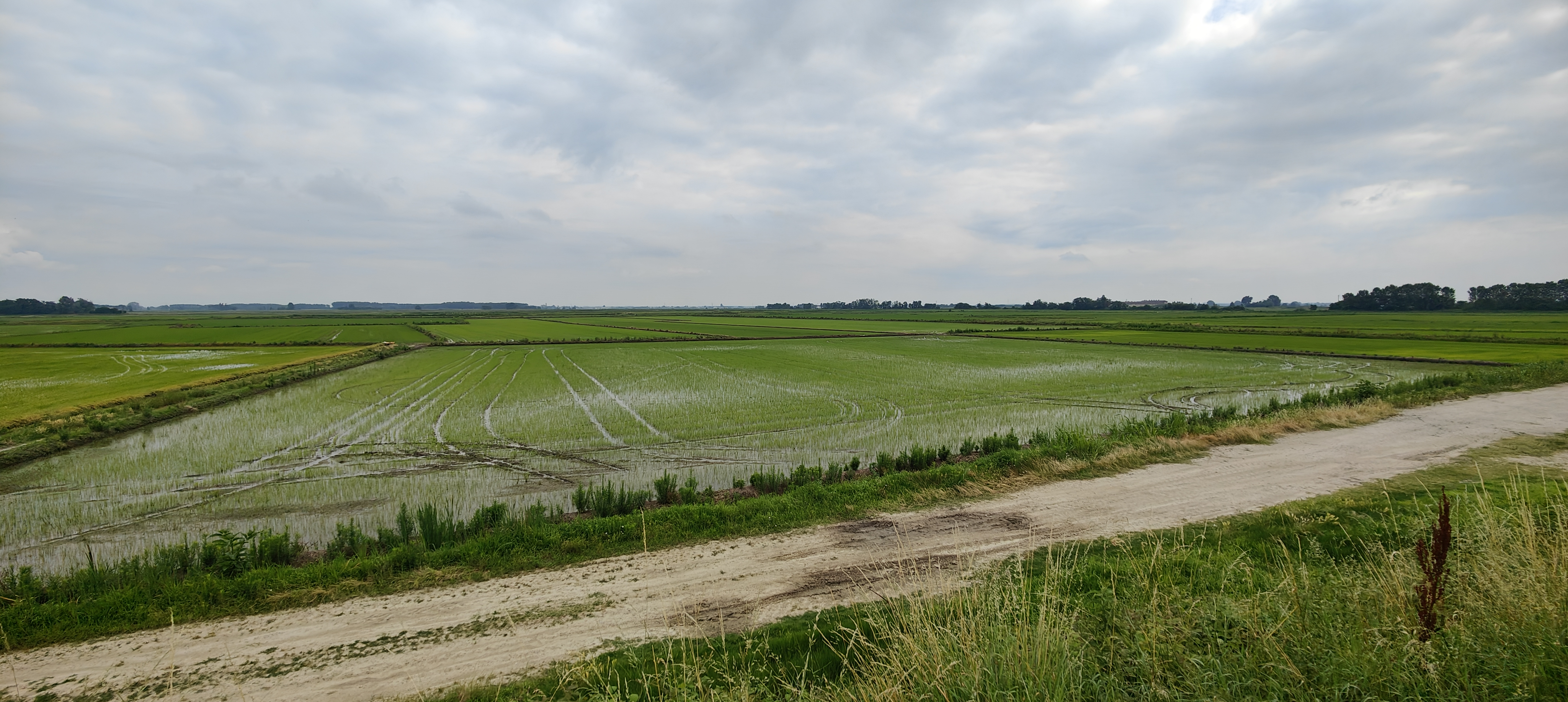
Risaie nelle campagne attorno al borgo.

Non si può  considerare una meta turistica particolarmente ambita ma non mancano attrattive oltre la famosa Corsa: a breve distanza dall'abitato si trova la zona protetta detta Garzaia della Cascina Isola, per quanti amano il contatto diretto con la natura. Un parco di 75 ettari (750 kmq) caratterizzato dalla risaia  ma con pioppi, piante di quercia, pioppi bianchi, platani e con la presenza degli aironi.

## Infrastrutture e trasporti
Fra il 1886 e il 1935 la località era servita da una fermata della tranvia Vercelli-Casale.

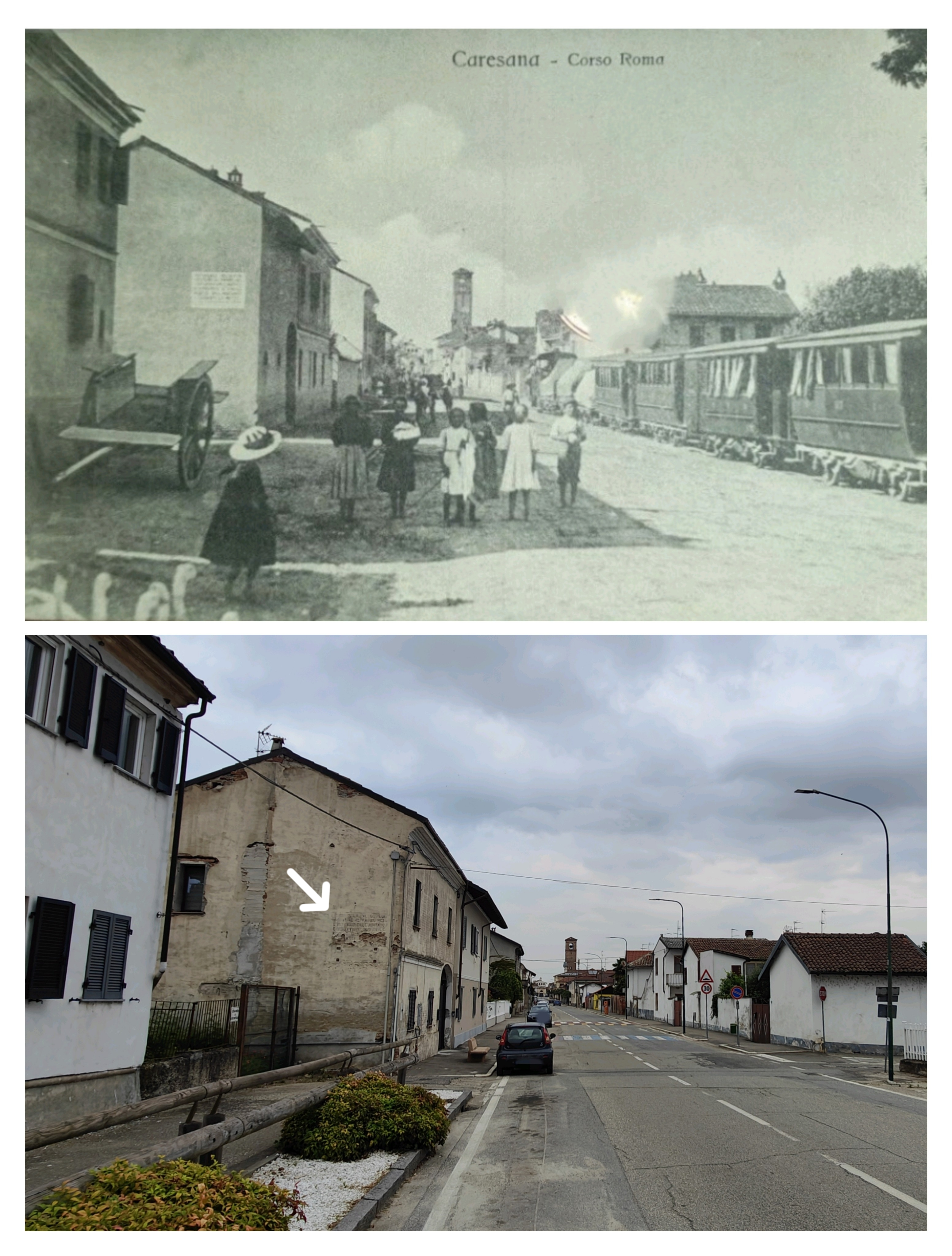
Caresana, via Roma: le due foto nello stesso punto a distanza di oltre 100 anni. In alto si vedono, a destra, le carrozze della tranvia. La freccia, in basso, indica un avviso per fare rallentare (visibile sulla foto storica) automobili e velocipedi

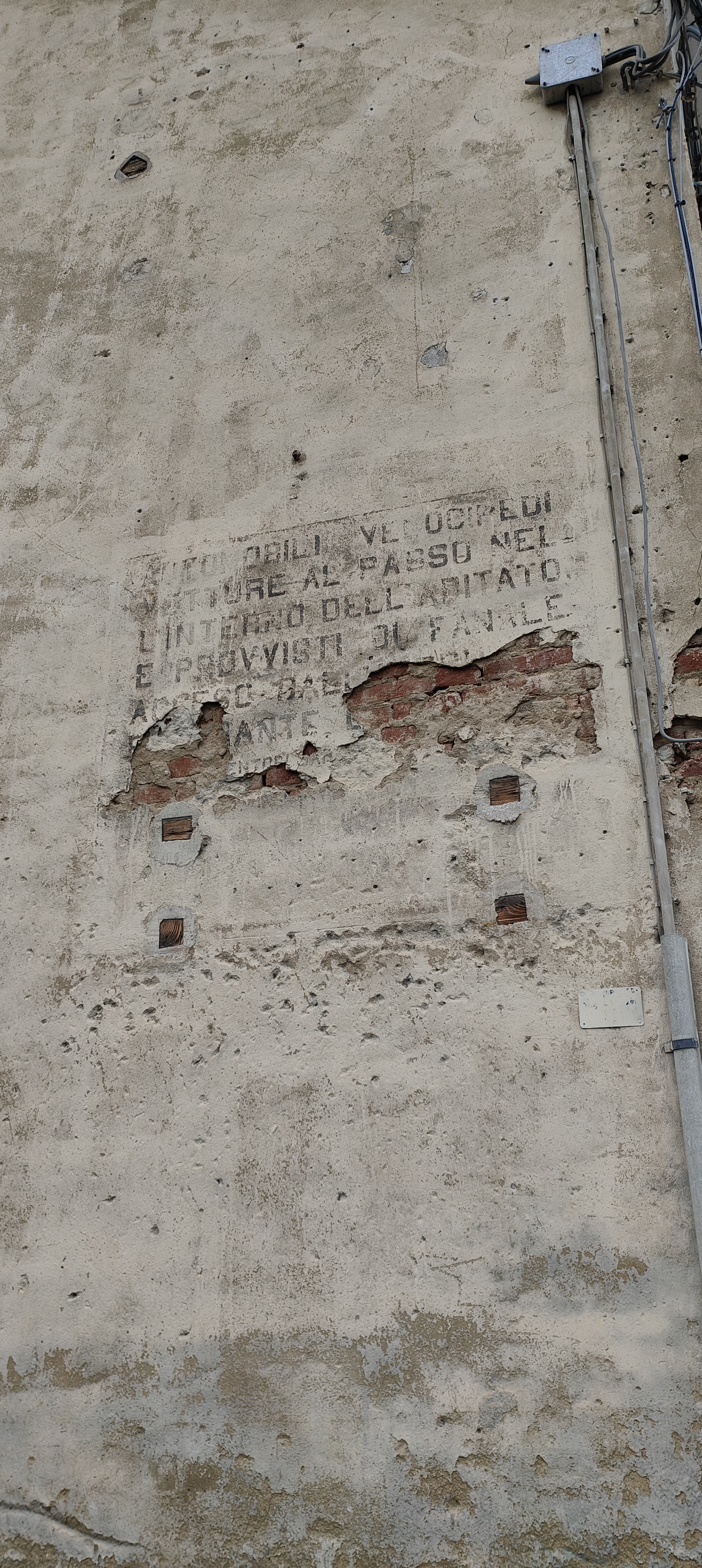
Corso Roma 96, la scritta che ha resistito all'usura del tempo: Automobili e velocipedi vetture al passo nell'interno dell'abitato e provvisti di fanale acceso...